# Молчанов, Михаил Андреевич
Михаи́л Андре́евич Молча́нов (ум. 1611) — русский дворянин, политический авантюрист, один из наиболее одиозных и зловещих деятелей эпохи Смуты в России, (в источниках своего времени презрительно назван «Михалко Молчанов»). Короткое время выдавал себя за чудом спасшегося во время восстания 1606 года царя Дмитрия, то есть Лжедмитрия I. Украл царские регалии и печати и послужил первоначальным инициатором Восстания Болотникова.

## Происхождение
Происхождение достоверно не установлено. Родоначальником дворян Молчановых считается Иван Фёдорович Молчан Ошанин, упоминаемый под 1570 годом.

## Служба до Смуты
В боярском списке 1589 года — жилец. В списках 1599 и 1603 годов — выборный дворянин по Вязьме. В кормленой книге Галицкой чети 1604 года упоминается с минимальным годовым окладом — 5 рублей.
Сохранилась челобитная Молчанова царю Борису от 7113 года (1 сентября 1604 — 13 апреля 1605). Здесь он сообщает, что во время проводившегося им сыска о незаконном получении кабацкими старостами вина из государевых кабаков у него произошла ссора с дьяком Алексеем Карповым, который обозвал Молчанова «вором», то есть государственным изменником. Сам Молчанов так пересказывает царю слова дьяка: «два-де вас, воры ведомые, во всём твоём Московском государстве (и другого вора имянем не сказал); да и тот-де тебе не пособит, на кого-де ты и надеешься». Чем закончилось разбирательство по этому делу — неизвестно.
Челобитная Молчанова показывает, что он был довольно заметным лицом при Годунове, но уже тогда имел сомнительную репутацию и подозрительные связи. Высказывалось предположение, что под «другим вором» дьяк Карпов подразумевал Лжедмитрия (который, как известно, перешёл границу Московского государства в октябре 1604 года).

## Убийца царя Фёдора II Годунова и его матери царицы Марии. Приспешник Лжедмитрия I
После смерти Бориса Годунова Молчанов быстро доказал, что дьяк Карпов на его счёт отнюдь не заблуждался. Дьяк Молчанов вместе с дьяком Шерефединовым непосредственно приняли участие в убийстве царя Фёдора II Годунова — сына Бориса Годунова и убийстве вдовы Бориса — царицы Марии (Марии Григорьевны Скуратовой), а затем Молчанов втёрся в доверие к самозванцу и стал одним из его приближённых. По свидетельству Исаака Массы, Лжедмитрий I и Молчанов предавались грубому разврату. По приказу самозванца во дворец каждую ночь приводили понравившихся ему женщин, насильно захваченных на улицах, невзирая ни на замужество, ни на монашеский сан.

## Беглый авантюрист
В мае 1606 года после убийства Лжедмитрия I Молчанов был бит кнутом, но вскоре сумел бежать из Москвы — сперва в Путивль, где вёл агитацию против нового царя Василия Шуйского, а затем в Речь Посполитую, где в Самборе он стал выдавать себя за царя Дмитрия, будто спасшегося во время восстания мая 1606 года. В распоряжении Молчанова оказались не только похищенные им царские регалии. Он также выкрал из дворца золотую печать, которая в то время заменяла царскую подпись, и вскоре грамоты «чудесно спасшегося Дмитрия» хлынули на Россию потоком.
Летом 1606 года польский пристав говорил пересёкшим границу послам царя Василия Шуйского: «государь ваш Дмитрей, которого вы сказываете убитого, жив и теперь в Сендомире у воеводины жены» (то есть у жены Юрия Мнишка, воеводы Сандомирского, который сам в то время находился в русском плену). Глава посольства, князь Григорий Волконский, отвечал приставу, что объявивший себя царём Дмитрием — самозванец, и скорее всего «Михалко Молчанов», а в качестве проверки предложил осмотреть спину претендента, где должны были быть следы кнута.
По просьбе русских послов польский пристав дал словесный портрет претендента на роль царя Дмитрия: «возрастом не мал, рожеем смугол, нос немного покляп [горбатый], брови черны, не малы, нависли, глаза невелики, волосы на голове черны курчевавы, ото лба вверх взглаживает, ус чорн, а бороду стрижёт, на щеке бородавка с волосы; по полски говорить и грамоте полской горазд, и по латыне говорити умеет». Русские послы объявили, что Молчанов именно таков лицом, а «прежний вор расстрига» был лицом не смугл и волосом рус.
Вскоре в Самборе произошла встреча Молчанова с человеком, сыгравшим впоследствии огромную роль в событиях Смуты. Это был Иван Болотников, пробиравшийся после турецкого плена на родину. Молчанов изобразил перед ним царя, пожаловал страннику 30 дукатов, саблю, бурку и письмо, по которому поручил ему командование войсками против Шуйского. Однако в последовавшем восстании Болотникова Молчанов больше никакого личного участия не принимал.

## Служба Лжедмитрию II
В начале 1609 года Молчанов появился в Москве, где пытался организовать заговор против царя Василия Шуйского. После провала попытки мятежа (25 февраля 1609 года) бежал в Тушино к Лжедмитрию II, который возвёл Молчанова в чин окольничьего. Молчанов играл видную роль в тушинском стане.

## Служба Сигизмунду III
После бегства Лжедмитрия II в Калугу (январь 1610) Молчанов вместе с другими тушинцами прибыл под Смоленск к польскому королю Сигизмунду III просить его сына королевича Владислава на русский престол.
При семибоярщине Молчанов был признан окольничьим и пожалован грамотами на земли, был доверенным лицом Сигизмунда III в Москве. В польской оккупационной администрации Москвы Молчанов получил должность управляющего ранее не существовавшим Панским приказом. Судя по его названию, он занимался вопросами, связанными с пребыванием поляков в Московском государстве. Назначение было вполне логичным, ибо Молчанов, как известно, свободно говорил и писал как по-польски, так и на латыни.
В октябре 1610 года Молчанов привёз из Москвы Сигизмунду III договорные грамоты о Владиславе.
Дальнейшая судьба его неизвестна. Предполагается, что он был убит на Страстной неделе 1611 года во время восстания москвичей против поляков.